# Андреевка (Новоусманский район)
Андреевка — посёлок в Новоусманском районе Воронежской области. Входит в состав Трудовского сельского поселения.

## Население
| 2000 | 2005 | 2008 | 2010 |
| ---- | ---- | ---- | ---- |
| 147  | ↘119 | ↘88  | ↘81  |

## Уличная сеть
- ул. Луговая
- ул. Набережная
- ул. Полевая
- ул. Цветочная